# 912
Năm 912 là một năm trong lịch Julius.